# Alba Riera Roura
Alba Riera Roura (2008) es una deportista española que compite en ciclismo en la modalidad de trials.
Ganó dos medallas en el Campeonato Mundial de Ciclismo Urbano, en los años 2023 y 2024, y una medalla de plata en el Campeonato Europeo de Trials de 2023.

## Palmarés internacional
| Campeonato Mundial | Campeonato Mundial    | Campeonato Mundial | Campeonato Mundial |
| Año                | Lugar                 | Medalla            | Competición        |
| ------------------ | --------------------- | ------------------ | ------------------ |
| 2023               | Glasgow (Reino Unido) | Medalla de bronce  | Trials 20″/26″     |
| 2024               | Abu Dabi (EAU)        | Medalla de oro     | Trials 20″/26″     |
| Campeonato Europeo |                       |                    |                    |
| Año                | Lugar                 | Medalla            | Competición        |
| 2023               | Poprad (Eslovaquia)   | Medalla de plata   | Trials 20″/26″     |